# Eparquía de Maraş de los armenios
La eparquía de Maraş de los armenios (en latín: Eparchia Marascensis o Germanicensis Armenorum) fue una circunscripción eclesiástica de la Iglesia católica en Turquía. Se trataba de una eparquía armenia inmediatamente sujeta al patriarcado de Cilicia de los armenios. Fue suprimida en 1972 y a la vez restaurada como archieparquía titular. Desde el 15 de marzo de 2006 es sede vacante.

## Territorio y organización
La eparquía extendía su jurisdicción sobre los fieles católicos de rito armenio residentes en el sanjak de Maraş en el valiato de Alepo en el Imperio otomano. La conferencia armenia de Roma de 1867 dispuso que su jurisdicción fuera Cilicia oriental. La eparquía estaba dentro del territorio propio del patriarcado de Cilicia de los armenios.
La sede de la eparquía se encontraba en la ciudad de Kahramanmaraş (antes llamada Maraş).

## Historia
La ciudad de Maraş es identificable con la Germanicia Cesarea romana-bizantina. Los bizantinos perdieron la ciudad en 645 a manos de los árabes musulmanes. Cambió de manos varias veces antes de ser recuperada por los bizantinos en 962. Los cruzados la tomaron en 1098 y la hicieron parte del Condado de Edesa. En 1149 fue capturada por tribus turcas y por la dinastía selyúcida en 1152. En 1515 fue ocupada por el Imperio otomano.
La diócesis de Germanicia Cesarea fue parte del patriarcado de Antioquía y sufragánea de la arquidiócesis de Hierápolis, según la Notitiae episcopatuum del siglo VI. Fue sede de una comunidad de la Iglesia ortodoxa siria y de la Iglesia apostólica armenia.
Tuvo obispos en unión permanente con la sede de Roma desde el siglo XVIII, pero la eparquía fue erigida canónicamente en 1842.
En 1890 se reportaron alrededor de 5000 armenios católicos, asistidos por 7 sacerdotes armenios y 5 misioneros capuchinos.
En 1898 la Congregación de Propaganda Fide informaba que la eparquía tenía 6000 fieles, con 4 parroquias y estaciones, 10 sacerdotes y 8 escuelas católicas.
Debido al genocidio armenio de principios del siglo XX, la eparquía, como todas las diócesis armenias turcas, perdió la mayor parte de su población.

### Sede titular
Una sede titular católica es una diócesis que ha cesado de tener un territorio definido bajo el gobierno de un obispo y que hoy existe únicamente en su título. Continúa siendo asignada a un obispo, quien no es un obispo diocesano ordinario, pues no tiene ninguna jurisdicción sobre el territorio de la diócesis, sino que es un oficial de la Santa Sede, un obispo auxiliar, o la cabeza de una jurisdicción que es equivalente a una diócesis bajo el derecho canónico.
En 1972 todas las eparquías armenias vacantes en Turquía (mencionadas en el Anuario Pontificio como vacantes, impedidas y dispersas) fueron suprimidas y recategorizadas como sedes titulares, por lo que la archieparquía de Constantinopla abarcó desde entonces de iure todo el territorio de Turquía.
La eparquía titular de Maraş de los armenios fue conferida por primera vez por la Santa Sede el 23 de noviembre de 1988 al obispo Krikor Ayvazian.
Existe también la diócesis titular de Germanicia de rito latino.

## Episcopologio
- Luca de Antep † (1752-1795 falleció)[6]
- Pedro Jeranian † (1806-24 de junio de 1812 elegido patriarca de Cilicia de los armenios)
- Pietro Apelian † (20 de mayo de 1842-2 de septiembre de 1875 falleció)
- Clemente Mikaelian † (14 de agosto de 1877-1890 falleció)
- Avedis Marcus Turkian † (23 de septiembre de 1890-6 de febrero de 1899 nombrado archieparca de Alepo)
- Giovanni Mouradian † (9 de septiembre de 1901-7 de agosto de 1905 renunció[nota 1])
  - Sede vacante
- Avedis Arpiarian † (27 de agosto de 1911-17 de diciembre de 1928 nombrado obispo auxiliar del patriarca de Cilicia de los armenios[nota 2])[7][8]

### Eparcas titulares
- Krikor Ayvazian † (23 de noviembre de 1988-21 de enero de 1997 falleció)
- Kévork Khazoumian, I.C.P.B. (22 de enero de 2002-15 de marzo de 2006 nombrado archieparca coadjutor de Constantinopla)[9]